# Cassie Campbell
Pour les articles homonymes, voir Campbell.
Cassie Campbell-Pascall (née le 22 novembre 1973 à Richmond Hill, en Ontario et élevée à Brampton, en Ontario) est une ancienne joueuse canadienne de hockey. Elle était capitaine de l'équipe nationale de hockey féminin du Canada aux Jeux olympiques de 2002, et y a remporté l'or. L'ailier gauche a repris le poste de capitaine pour les Jeux de Turin, en 2006, où elle a repris là où elle avait laissé pour rafler l'or au nez de la Suède par la marque de 4-1.
Cassie était également capitaine des Oval X-Treme de Calgary, une équipe de la Ligue féminine de hockey de l'Ouest (WWHL). Campbell a également porté les couleurs des Aeros de Toronto dans la ligue nationale féminine de hockey (LNHF).
Elle a fait dans le mannequinat, en plus d'animer quelques segments de hockey féminin sur TSN. Elle a fait son cours secondaire à la North Park Secondary School et est diplômée de l'Université de Guelph, en Ontario. Elle est reconnue pour ses travaux de bienfaisance dans la grande région de Toronto, pour son exemple et pour son activité humanitaire.

## Retraite du hockey
Cassie Campbell a abandonné le hockey de compétition le 30 août 2006. Elle travaille depuis à The Hockey Night in Canada comme reporter au milieu de l'action.
Le 14 octobre 2006, Cassie Campbell est devenue la première commentatrice de l'ère de la télévision en couleur lors de la diffusion de Hockey Night in Canada. Elle a commencé lorsque Harry Neale s'est retrouvé coincé chez lui par la neige à Buffalo.
Elle a lancé son propre site Web officiel à l'été 2008 - Site Web officiel de Cassie Campbell
Cassie est la porte parole officielle de la Banque Scotia - la banque officielle de la ligue féminine canadienne de hockey et la banque officielle de la LNH.  Elle participe à des activités officielles de la Banque Scotia et écrit un blogue sur le site Web Scotiahockey.com.

## Intérêts
Elle travaille également comme motivatrice pour Speakers Spotlight, The Lavin Agency et The Sweeney Agency.
Campbell est l'auteur d'un livre qui est paru en octobre 2007. Le livre s'intitule H.E.A.R.T, une collaboration avec Lorna Schultz Nicholson. Ce livre a été édité par Fenn et porte le numéro  (ISBN 1-55168-315-6).

## Vie personnelle
Campbell est l'épouse de Brad Pascall, un employé de Hockey Canada. Elle a été admise au Panthéon des sports canadiens en 2007, avec d'autres légendes comme Doug Flutie. L'édition de juin 2007 de la revue Châtelaine en a fait sa page couverture. C'était la deuxième fois qu'elle occupait cette page.